# Hardy Point
Der Hardy Point ist der westliche Ausläufer von Bellingshausen Island im Archipel der Südlichen Sandwichinseln.
Wissenschaftler der britischen Discovery Investigations kartierten und benannten die Landspitze im Jahr 1930. Namensgeber ist der britische Meeresbiologe Alister Hardy (1896–1985), der zwischen 1924 und 1928 dem Beratergremium dieser Forschungsreihe angehört hatte.